# Symfonie nr. 4 (Arnell)
Richard Arnell componeerde zijn Symfonie nr. 4 opus 52 gedurende de periode april 1948-juli 1948. Het grootste deel van deze symfonie is in de Verenigde Staten gecomponeerd; de afwerking vond plaats in Londen. Ook deze vierde symfonie wordt nog gezien als een oorlogssymfonie, hoewel dus geschreven na de beëindiging van de Tweede Wereldoorlog. Daarbij is van belang dat het geschreven is in Amerika, dat zelf, behalve Pearl Harbor geen echte oorlogsdreiging had gehad. De oorlog gaf zelfs een economische impuls aan het land, waardoor er een optimistische stemming heerste. Dat is terug te vinden de uiteindelijke klank van het werk. De stemming is dan wel grimmiger dan in een “normale” symfonie, echt somber wil het maar niet worden. Wat dat betreft zijn de eerste akkoorden van zijn vijfde symfonie veel dreigender. De première op 29 november 1949 werd gegeven door Charles Grove met het BBC Northern Orchestra. Daarna trok de symfonie door het land en overzee; in Amerika werd de première (1949) verzorgd door the New York Philharmonic o.l.v. Leon Barzin en in 1952 belandde de symfonie zelfs in Carnegie Hall. Na een uitvoeringen onder leiding van John Barbirolli (29 juni 1949; Hallé Orchestra) en Thomas Beecham (5 maart 1953; Royal Philharmonic Orchestra) verdween de symfonie in de la, om er pas weer 50 jaar later uitgehaald te worden.

## Delen
1. Andante – allegro
2. Andante con moto
3. Allegro vivace.

De indeling van het werk is een beetje vreemd; het scherzodeel zit aan het slot.

## Orkestratie
- 3 dwarsfluiten, 2 hobo’s, 2 klarinetten, 2 fagotten
- 4 hoorns, 3 trompetten, 3 trombones, 1 tuba
- pauken,
- violen, altviolen, celli, contrabassen

## Bron en discografie
- Uitgave Dutton Epoch : Royal Scottish National Orchestra o.l.v. Martin Yates
- British Music Information Centre
- richardarnell.com

Zie ook: Lijst van vierde symfonieën